# Peter Sutcliffe (Serienmörder)
Peter William Sutcliffe (auch Peter William Coonan, * 2. Juni 1946 in Bingley; † 13. November 2020 in Durham) war ein britischer Serienmörder, der zwischen 1975 und 1980 mindestens 13 Frauen ermordete und sieben weitere zum Teil lebensgefährlich verletzte. Der von der Boulevardpresse als Yorkshire Ripper bezeichnete Sutcliffe wurde 1981 zu lebenslanger Haft verurteilt.

## Leben
Sutcliffe wurde im Norden Englands geboren. In der Schule stand er im Ruf eines Einzelgängers. Er übte verschiedene Gelegenheitsarbeiten aus, unter anderem als Totengräber. 1974 heiratete er Sonia Szurma, die er schon acht Jahre kannte. Kurz danach nahm er eine Stelle als Lkw-Fahrer an.

### Verbrechen
Am 5. Juli 1975 beging Sutcliffe seine erste nachweisbare Straftat. Er schlug Anna Rogulskyj mit einem Hammer und stach auf sie ein. Da ein Nachbar die Tat bemerkt hatte, floh er. Rogulskyj überlebte den Angriff. Nach zwei weiteren gleichartigen Attacken auf Frauen beging Sutcliffe am 30. Oktober 1975 seinen ersten Mord. In Leeds schlug er auf Wilma McCann mit einem Hammer ein und ermordete sie mit 15 Messerstichen. Obwohl die Polizei 11.000 Personen vernahm, wurde Sutcliffe nicht als Täter identifiziert.
In den folgenden Jahren beging Sutcliffe weitere Morde in den Grafschaften West und South Yorkshire sowie in den Nachbargrafschaften Greater Manchester, Durham und Lancashire. Einige seiner Opfer waren Prostituierte. 1978 erhielt die Polizei Briefe eines Trittbrettfahrers, die mit „Jack the Ripper“ unterzeichnet waren. Dadurch kam die  Bezeichnung „Yorkshire Ripper“ auf.
Die Polizei verhörte Sutcliffe erstmals 1977 zusammen mit 5.000 anderen Verdächtigen und ein zweites Mal 1979 in einem Kreis von 300 Verdächtigen, konnte ihn jedoch beide Male nicht überführen. Am 2. Januar 1981 wurde er in Sheffield verhaftet, da er ein Auto mit gefälschten Nummernschildern fuhr. In seinem Wagen befand sich die Prostituierte Olivia Reivers. Als die Beamten den Mann auf das Revier brachten, fiel einem der Polizisten die Ähnlichkeit des Verhafteten mit dem Phantombild des Yorkshire-Rippers auf. Die Polizei fuhr zurück zu dem Auto und untersuchte die Gegend. Dort fand sie ein Seil und den Hammer, welchen der Ripper für seine Taten verwendete. Der Verhaftete stand nun unter dringendem Tatverdacht. Nach zwei Tagen gestand er die Taten und behauptete, Gott habe sie ihm befohlen. Der Gerichtsprozess gegen Sutcliffe begann im Mai und dauerte nur zwei Wochen. Er wurde für zurechnungsfähig erklärt und zu lebenslanger Haft verurteilt, mit der Empfehlung, ihn frühestens nach 30 Jahren, also 2011, zu begnadigen.

### Haft
Während seiner Haftzeit änderte Sutcliffe seinen Nachnamen in den Geburtsnamen seiner Mutter, Coonan. 1997 verlor er ein Auge, als ein Mithäftling versuchte, ihn zu ermorden.
Da bei Sutcliffe eine paranoide Schizophrenie festgestellt wurde, wurde er 1984 aus dem Parkhurst Gefängnis in die forensische Psychiatrie des Broadmoor Hospital eingewiesen.  2008 begann Sutcliffe ein Verfahren gegen seine Verurteilung zu einer lebenslangen Freiheitsstrafe mit der Begründung, seine Menschenrechte seien dadurch beeinträchtigt, dass seine Möglichkeit zur Begnadigung nie offiziell festgelegt wurde. Sein Anwalt setzte sich dabei dafür ein, dass seine psychische Gesundheit erneut untersucht werde. Der britische High Court entschied 2010, dass diese Verbrechen keine andere Strafe als eine lebenslange Freiheitsstrafe ohne Aussicht auf Bewährung zuließen. Diese Ansicht wurde auch von einem Berufungsgericht aufrechterhalten, wobei Sutcliffe dort argumentierte, sein gestörter Geisteszustand sei bei der Urteilsfindung nicht entsprechend berücksichtigt worden. Der Versuch, gegen diese Entscheidung beim Supreme Court Berufung einzulegen, wurde ebenfalls abgelehnt.
2015 stellten Psychiater eine Remission seiner Schizophrenie fest, und empfahlen eine Verlegung vom Broadmoor Hospital in den normalen Strafvollzug. Die Entscheidung darüber lag beim Justizminister. Im selben Jahr wurde Sutcliffe Mitglied der Zeugen Jehovas. Im August 2016 wurde Sutcliffe in den normalen Strafvollzug zurückgebracht. Sein Geisteszustand sollte auch dort weiterhin beobachtet werden, so dass er bei Bedarf erneut in eine Klinik eingewiesen werden konnte. 2020 erkrankte Sutcliffe an COVID-19. Er starb in einem Haftkrankenhaus im Alter von 74 Jahren; eine Behandlung hatte er abgelehnt.

## Mordopfer
- Wilma McCann, 28 Jahre, 30. Oktober 1975, Leeds
- Emily Jackson, 42 Jahre, 20. Januar 1976, Leeds
- Irene Richardson, 28 Jahre, 5. Februar 1977, Leeds
- Patricia Tina Atkinson, 32 Jahre, 23. April 1977, Bradford
- Jayne McDonald, 16 Jahre, 26. Juni 1977, Leeds
- Jean Bernadette Jordan, 20 Jahre, 1. Oktober 1977, Manchester
- Yvonne Pearson, 21 Jahre, 21. Januar 1978, Bradford
- Helen Rytka, 18 Jahre, 31. Januar 1978, Huddersfield
- Vera Millward, 41 Jahre, 16. Mai 1978, Manchester
- Josephine Whitaker, 19 Jahre, 4. April 1979, Halifax
- Barbara Leach, 20 Jahre, 2. September 1979, Bradford
- Marguerite Walls, 47 Jahre, 20. August 1980, Farsley/Leeds
- Jacqueline Hill, 20 Jahre, 17. November 1980, Leeds

## Opfer, die schwer verletzt überlebten
- Anna Rogulskyj, 36 Jahre, 5. Juli 1975, Keighley
- Olive Smelt, 46 Jahre, 15. August 1975, Halifax
- Tracy Browne, 14 Jahre, 27. August 1975, Silsden
- Marcella Claxton, 20 Jahre, 9. Mai 1976, Leeds
- Maureen Long, 42 Jahre, 10. Juli 1977, Bradford
- Marilyn Moore, 25 Jahre, 14. Dezember 1977, Leeds
- Upadhya Bandara, 34 Jahre, 24. September 1980, Leeds
- Theresa Sykes, 16 Jahre, 5. November 1980, Huddersfield

## TV-Dokufiktion
Red Riding Trilogy (deutsch: Yorkshire Killer):
- Red Riding: In the Year of Our Lord 1974. Regie: Julian Jarrold.
- Red Riding: In the Year of Our Lord 1980. Regie: James Marsh.
- Red Riding: In the Year of Our Lord 1983. Regie: Anand Tucker.[9]